# Luise Rinser
Luise Rinser (Landsberg am Lech, 30 aprile 1911 – Unterhaching, 17 marzo 2002) è stata una scrittrice, attivista e politica tedesca.

## Biografia
Nata nel 1911 nel comune bavarese di Landsberg am Lech, nel 1935, terminati gli studi di pedagogia e psicologia all'Università di Monaco, Luise Rinser insegnò presso diverse scuole della Baviera e pubblicò i suoi primi scritti nella rivista Herdfeuer. Nel 1939, per aver rifiutato l'adesione al Partito nazista, fu costretta a dimettersi e ad abbandonare l'insegnamento. Accusata di aver minato il morale delle truppe tedesche, nel 1944 fu arrestata. La fine del conflitto le risparmiò una possibile condanna capitale.
Dopo la morte sul fronte russo nel 1943 del suo primo marito, il compositore e direttore d'orchestra Horst Günther Schnell con il quale ebbe due figli, Christoph e Stephan, si risposò con lo scrittore comunista Klaus Herrmann e, dopo l'annullamento del matrimonio nel 1952, nel 1954 con il compositore Carl Orff, autore dei celebri Carmina Burana, dal quale divorziò nel 1960. Trasferitasi in Italia, dal 1959 visse a Roma, e dal 1965 a Rocca di Papa nei Castelli Romani, ricevendone, nel 1986, la cittadinanza onoraria. Tra il 1972 e il 1975 viaggiò molto, visitando tra l'altro l'Unione Sovietica, l'Italia meridionale, la Spagna, l'India, l'Indonesia e la Corea del Sud. Ritornata in Germania si stabilì a Unterhaching, sobborgo di Monaco di Baviera, sino alla morte avvenuta in tarda età, a quasi novantuno anni, nel 2002.

### L'impegno politico ed etico
Critica verso la Chiesa cattolica, partecipò, come giornalista accreditata, al Concilio Ecumenico Vaticano II. Prese parte al dibattito politico nella campagna elettorale del 1972 sostenendo la candidatura del cancelliere Willy Brandt. Si dichiarò contraria al riarmo della Repubblica Federale e criticò la sentenza contro Andreas Baader e Gudrun Ensslin, esponenti del gruppo armato di estrema sinistra Rote Armee Fraktion. Votò a favore della revoca del divieto di aborto, contenuto nel paragrafo 218 del Codice penale. Nel 1984, la formazione dei Verdi propose la sua candidatura alla presidenza della Repubblica Federale, ma fu eletto Richard von Weizsäcker.
La Rinser fu particolarmente sensibile al tema dei diritti degli animali, come si può leggere, ad esempio, in un capitolo del suo romanzo Io sono Tobia e nella prefazione che scrisse per il saggio Sulla immortalità degli animali di Eugen Drewermann.

## Principali opere pubblicate in italiano
- Nel cuore della vita (Mitte des lebens). Milano, A. Mondadori, 1955.
- Daniela (Daniela). Traduzione di Bruno Arzeni. Milano, A. Mondadori, 1957.
- Il capro espiatorio (The sundenbock). Torino, Saie, 1957.
- Avventure della virtù (Abenteuer der Tugend). Milano, A. Mondadori, 1963.
- La gioia perfetta (Die vollkommene Freude). Milano, IPL, 1968.
- L'asino nero (Der schwarze Esel). Milano, Rusconi, 1980.
- Fratello fuoco (Bruder Feuer). Padova, Messaggero, 1981. ISBN 88-7026-382-7.
- Io sono Tobia (Ich bin Tobias). Milano, Rusconi, 1985. ISBN 88-18-06008-2.
- Diario del carcere (Gefagnistagebuch). Casale Monferrato, Piemme, 1991. ISBN 88-384-1603-6.
- L'amore di Abelardo (Abaelards Liebe). Casale Monferrato, Piemme, 1994. ISBN 88-384-2267-2.

## Premi e  riconoscimenti
- Premio Roswitha: 1979[2]
- Premio Heinrich Mann: 1987[3]
- Premio Heinrich Heine: 1987[4]